# NGC 4016
NGC 4016 é uma galáxia espiral barrada (SBd) localizada na direcção da constelação de Coma Berenices. Possui uma declinação de +27° 31' 44" e uma ascensão recta de 11 horas, 58 minutos e 29,0 segundos.
A galáxia NGC 4016 foi descoberta em 30 de Março de 1854 por William Parsons.